# Aïn Fakroun
Aïn Fakroun è un comune dell'Algeria, situato nella provincia di Oum el-Bouaghi.